# 알프레트 안더슈
알프레트 안더슈(Alfred Andersch, 1914년 2월 4일 ~ 1980년 2월 21일)는 현대독일 작가이다.
고교졸업 후 공산당에 입당한 좌익작가. 강제수용소에서의 억류생활, 종군, 탈주, 포로생활 등을 경험하고 전후 ‘47년 그룹’의 작가가 되었다. 대표작 장편에 <잔지바르>가 있다. 최근작으로는 <동서남북(東西南北)>(1972), <겨울 밀>(1974)과 시집 <제3장>(1976) 등이 있다.